# Augustin Cochin (écrivain)
Pour les articles homonymes, voir Augustin Cochin et Cochin.
Pour les autres membres de la famille, voir Famille Cochin.
Augustin Cochin, né à Paris le 12 décembre 1823 et mort à Versailles le 13 mars 1872, est un écrivain et homme politique français.

## Biographie
Pierre Suzanne Augustin Cochin est le fils du baron Jean-Denis Cochin et descendant indirect du fondateur de l'hôpital Cochin. Administrateur, il s'occupa comme son père de questions d'éducation et de philanthropie. S'intéressant très tôt aux questions économiques et politiques, il donna des articles aux Annales de Charité et au Correspondant. 
En 1850, il fut élu adjoint au maire et, en 1854, maire du dixième arrondissement de Paris. Il démissionna de son mandat en 1858, à la suite d'une condamnation du Correspondant, il fut remplacé par un ancien notaire, M. de Fresne. L'une des figures du catholicisme libéral, ami d'Alfred de Falloux, de Charles de Montalembert et de Henri Lacordaire, il se présenta sans succès à la députation à Paris. Opposant au Second Empire, il cherchait à concilier le catholicisme et la liberté politique et dénonçait inlassablement les vices de la société bourgeoise, à commencer par la cupidité.
En 1861, il publie un ouvrage sur l'abolition de l'esclavage dans lequel il relate le démantèlement du système esclavagiste et salue les initiatives menées depuis 1822 par le prince Victor de Broglie et ses alliés, à savoir Alphonse de Lamartine, Hippolyte Passy, Victor Destutt de Tracy, Charles de Rémusat et Alexis de Tocqueville. Il y écrit que « l'esclavage est avant tout la négation de la famille », l'esclave étant toujours séparé des siens. Mais pour lui l'abolition ne saurait avoir une vocation purement philosophique et n'est pas séparable du divin. À ce titre, dans son livre, il reproche à la séance du 16 pluviôse an II-4 février 1794, qui marque la première abolition française de l'esclavage, d'avoir ignoré Dieu, complètement absent d'après lui du discours de l'intervenant principal, Danton.
En 1855, il est nommé chevalier de la Légion d'honneur. Ses publications le firent élire à l'Académie des sciences morales et politiques en 1865. 
Il est nommé en 1871 préfet de Seine-et-Oise (3).
Il est enterré dans la chapelle de l'hôpital Cochin, fondé par sa famille à Paris. Deux de ses trois fils, Denys Cochin et Henry Cochin, furent des personnalités politiques et son petit-fils Augustin Cochin un historien et sociologue de la Révolution.

## Publications
- Essai sur la vie, les méthodes d'instruction et d'éducation, et les établissements de Pestalozzi, 1848
- Lettre sur l'état du paupérisme en Angleterre, 1854
- L'Abolition de l'esclavage, 2 vol., 1861 Texte en ligne : Tome 1. Résultats de l'abolition de l'esclavageTome 2. Le christianisme et l'esclavage
- Condition des ouvriers français, 1862
- La Manufacture des glaces de Saint-Gobain de 1665 à 1865, 1865
- Les Espérances chrétiennes, 1893 Texte en ligne

Conférences et mémoires
- Mettray en 1846, 1847 Texte en ligne
- Lettre sur l'état du paupérisme en Angleterre, 1854
- Progrès de la science et de l'industrie au point de vue chrétien, 1854
- Rome, les martyrs du Japon et les évêques du XIXe siècle, 1862 Texte en ligne
- Quelques mots sur la vie de Jésus de Renan, 1863
- Paris, sa population, son industrie, 1864 Texte en ligne
- Abraham Lincoln, 1869 Texte en ligne
- La Ville de Paris et le Corps législatif, 1869 Texte en ligne
- Paris et la France, 1870 Texte en ligne
- Le Comte de Montalembert, 1870 Texte en ligne
- La Question italienne et l'opinion catholique en France, 1880 Texte en ligne